# Pauridiantha barbata
Pauridiantha barbata är en måreväxtart som beskrevs av Ntore och Steven Dessein. Pauridiantha barbata ingår i släktet Pauridiantha och familjen måreväxter. Inga underarter finns listade i Catalogue of Life.